# Tour Solaria
La tour Solaria (en italien : Torre Solaria) est un gratte-ciel résidentiel de Milan en Italie.

## Histoire
Les travaux de construction du bâtiment, commencés en 2010, ont été terminés en 2013.

## Description
Avec 143 mètres de hauteur et 37 niveaux, la tour Solaria est le sixième bâtiment le plus haut de Milan.